# Aretha: With The Ray Bryant Combo
Aretha: With The Ray Bryant Combo är ett musikalbum av Aretha Franklin utgivet på skivbolaget Columbia Records 1961. Albumet var Franklins andra.

## Låtlista
(kompositör inom parentes)
1. "Won't Be Long" (J. Leslie McFarland) - 3:12
2. "Over the Rainbow" (Harold Arlen, E.Y. Harburg) - 2:42
3. "Love Is The Only Thing" (J. Leslie McFarland) - 2:44
4. "Sweet Lover" (J. Leslie McFarland, Sidney Wyche) - 3:26
5. "All Night Long" (Curtis Lewis) - 3:01
6. "Who Needs You?" (Billie Holiday, Jeanne Burns) - 2:50
7. "Right Now" (J. Leslie McFarland) - 2:27
8. "Are You Sure" (Meredith Willson) - 2:44
9. "Maybe I'm A Fool" (J. Leslie McFarland) - 3:20
10. "It Ain't Necessarily So" (George Gershwin, Ira Gershwin) - 2:57
11. "By Myself" (J. Leslie McFarland, J. Bailey) - 2:42
12. "Today I Sing the Blues" (Curtis Lewis) - 2:47